# Topovsko meso
Topovsko meso (isto i topovska hrana) je neformalni, pogrdni izraz za vojne osobe koje se smatraju i tretiraju potrošnom robom pred neprijateljskom vatrom. Uveden je u hrvatski jezik iz engleskoga jezika  (cannon fodder) posredstvom njemačkoga jezika (Kanonenfutter). Izraz se obično koristi u situacijama u kojima su vojnici prisiljeni svjesno se boriti pod nemogućim izgledima (s predznanjem da će imati izuzetno visoke gubitke) u nastojanju postizanja strateškoga cilja. Primjer je rovovsko ratovanje u velikome ratu. Izraz se također može koristiti (pomalo pejorativno) za razlikovanje pješaštva od drugih snaga (poput topništva, zrakoplovstva ili mornarice), ili za razlikovanje potrošnih nekvalitetnih ili neiskusnih vojnika od navodno više vrijednih veterana.[nedostaje izvor]